# Вольперт, Виталий Айзикович
Вольперт, Виталий Айзикович (9 ноября 1958, Львов) — российский (советский) и французский математик. Проживает в г. Лионе, Франция.

## Биография
В. А. Вольперт родился 9 ноября 1958 в Львове. Окончил среднюю школу в пос. Черноголовка Московской области в 1975 г. с золотой медалью.
В 1980 году окончил Механико-математический факультет Ростовского университета. Работал в Институте химической физики АН СССР с 1980 по 1991 годы. В 1986 году защитил диссертацию на соискание степени кандидата физико-математических наук в Институте химической физики АН СССР на тему «Стабилизация одномерных автоволновых процессов в химически активных средах» В 1991—1992 гг. работал в США в Нью-Йоркском университете и Северо-западном университете. C 1992 года по настоящее время работает во Франции в Национальном центре научных исследований и Лионском университете (University Claude Bernard Lyon 1). В 1996 году защитил диссертацию (Habilitation à diriger les recherches) в Лионском университете. По совместительству является заведующим центром по математическому моделированию в биомедицине в Российском Университете Дружбы Народов (РУДН).
В свою очередь, руководил работой 20-ти аспирантов, в настоящее время работающих во Франции, Бельгии, Марокко, Ливане и Москве.

## Семья
Родители: Вольперт Айзик Исаакович (1923 г.р., Харьков, СССР — 2006, Хайфа, Израиль) и Майофис Зинаида Бецалеловна (1932 г.р., Казань, СССР, в наст. время проживает в г. Хаифа, Израиль). Жена: Меграбова Ирина Николаевна (1958 г.р., Грозный, СССР). Дети: Константин (1983 г.р.), Михаил (1989 г.р.). Брат: Вольперт Владимир Айзикович (1954 г.р., в наст. время работает в Northwestern University, США).

## Научная деятельность
Специализируется в математике и математическом моделировании, в том числе, в уравнениях в частных производных, в реакционно-диффузионныx уравнениях, бегущиx волнах, в моделировании в физике, химии, биологии и медицине. Основные результаты относятся к теории эллиптических операторов (фредгольмовость, условия разрешимости, индекс, топологическая степень), к исследованию бегущих волн для реакционно-диффузионных уравнений (существование, устойчивость скорость распространения, нелинейная динамика), нелокальныx реакционно-диффузионныx уравнений и уравнений с запаздывающим аргументом; в математическом моделировании к изучению волн горения и полимеризации (существование, устойчивость, скорость и режимы распространения, влияние естественной конвекции); к теории теплового взрыва (тепловой взрыв с конвекцией, осциллирующий тепловой взрыв, гетерогенные и пористые среды); к теории смешивающихся жидкостей (капиллярные явления, напряжения Кортевега, эксперименты на международной космической станции); к исследованиям в области экологии и эволюции (возникновение и эволюция биологических видов, теория специации, нелокальные уравнения типа хищник-жертва); к изучению сердечно-сосудистых, онкологических и инфекционных заболеваний, а также различных физиологических процессов (эритропоез, свертываемость крови и т. д.); к исследованию морфогенеза и роста растений.
Является основателем и главным редактором журнала Mathematical Modelling of Natural Phenomena и членом редколлегии ряда других научных журналов.
Входил в состав научного комитета 10-й Европейской конференции по математической и теоретической биологии (10th European Conference on Mathematical & Theoretical Biology and SMB Annual Meeting)
Награды: лауреат премии им. Щелкина АН СССР.

### Публикации
Вольперт является автором около 360 научных публикаций, в том числе, четырёх монографий, в том числе.
- Вольперт В. А., Давтян С. П. Существование волны в совмещенных процессах полимеризации и кристаллизации // Докл. АН СССР, 1983. Т. 268. № 1
- El Khatib N., Génieys S., Kazmierczak B., Volpert V. Reaction-diffusion model of atherosclerosis development // Journal of mathematical biology. V. 65. № 2, P. 349—374
- Bocharov G., Volpert V., Ludewig B., Meyerhans A. Mathematical Immunology of Virus Infections. Springer International Publishing. 2018. ISBN 978-3-319-72316-7